# Удлер, Рубин Яковлевич
Ру́бин Я́ковлевич У́длер (рум. Rubin Udler; 27 сентября 1925, Брэила, Румыния— 20 февраля 2012, Питтсбург, США) — молдавский советский, позже американский лингвист, диалектолог-романист (фонетист, семасиолог, лексиколог), видный специалист в области лингвистической географии (ареальной лингвистики) молдавского (румынского) языка. Доктор филологических наук, член-корреспондент Академии наук Молдавии (1989), ответственный редактор и соавтор многотомного диалектологического атласа молдавского языка («Молдавский лингвистический атлас», 1968—1973 в 4-х тт., 1985—1986 в 5 тт.).

## Биография

### Ранние годы в Румынии
Родился в портовом валашском городе Брэила в правобережье Дуная в 1925 году. Его родители, выходцы из Арциза и Аккермана (тогда Четатя Албэ) Яков Аронович Удлер и Дина Владимировна Глейзер, переселились в Брэилу из Бессарабии после бракосочетания в начале 1920-х годов. Вскоре Яков Аронович основал фирму «Янку Басарабяну», которая вобрала в себя кожевенный магазин, дубильню и шорную мастерскую, и уже через несколько лет превратилась в доходное предприятие.
Будущий языковед учился в румынском лицее имени Николае Бэлческу и к 1940 году успел окончить 5 классов. Усиливавшиеся, однако, в конце 1930-х годов в Румынии антисемитские настроения кульминировали в 1940 году рядом антиеврейских законов, которые привели к массовому возвращению бессарабских евреев в родные края сразу же после аннексии территории Советским Союзом. Бросив прибыльное дело, вернулась в ставшую советской Бессарабию и семья Удлер.

### В гетто Транснистрии
В Аккермане Рубин Удлер продолжил учёбу теперь уже в русской школе, но меньше чем через год началась Великая Отечественная война и с потоком беженцев семья Удлер оказалась в Одессе. Здесь с помощью знакомого по Брэиле румынского офицера Раду М. Бадиу Удлерам удалось пережить массовый погром, учинённый над евреями оккупационной румынской армией. Но вскоре они были депортированы в пересыльное гетто на Слободке, а оттуда в феврале 1942 года так называемым «маршем смерти» (в товарном вагоне и пешим шествием, по ходу которого расстреливались немощные и отстающие) в небольшое гетто на хуторе Виноградный Сад Богдановского сельсовета в 7 километрах к югу от печально известного гетто Богдановки — одного из самых крупных в Транснистрии.
Здесь, на правом берегу реки Южный Буг семья Удлер находилась на принудительных работах до конца 1943 года, все члены семьи переболели сыпным тифом, а в декабре 1943 года были переведены в гетто хутора Граждановка Врадиевского района уезда Голта. Двенадцать членов семьи были убиты в Транснистрии, но сам Рубин Удлер с родителями и сестрой дожили до наступления Красной Армии в 1944 году и после освобождения Одессы вернулись в этот город.
В Одессе Р. Я. Удлер записался добровольцем для отправки на фронт и был направлен в артиллерийское училище, где находился 188-й Запасной стрелковый полк (ЗСП). Но вместо действующей армии как неблагонадёжный узник нацистских лагерей был откомандирован в 8-ю трудколонну Микуньского стройучастка Севжелдорстроя НКВД, в Коми АССР, где находился до конца сентября 1945 года, когда получил вызов на учёбу в Московский строительный техникум, а оттуда возвратился к семье в Белгород-Днестровский и поступил на подготовительный курс местного Учительского института. С 1946 года учился на французском отделении филологического факультета Черновицкого университета.

### Научная работа
После окончания Черновицкого университета в 1951 году работал преподавателем, затем заместителем заведующего кафедрой иностранных языков Черновицкого педагогического института. В 1956 году был принят по конкурсу на должность младшего научного сотрудника Института истории, языка и литературы Молдавского филиала Академии наук СССР. С тех пор целиком посвятил свою научную деятельность диалектологии молдавского языка, что к концу 1960-х годов завершилось публикацией монументального четырёхтомного диалектологического атласа молдавского языка и серии последующих статей и монографий по этой тематике.
Защитил кандидатскую диссертацию по теме «Молдавские говоры Черновицкой области в сравнении с говорами Закарпатской области УССР, Молдавской ССР, Запрутской Молдовы и других смежных областей дако-романского массива: Консонантизм» в 1961 году в Институте языкознания Академии наук СССР, докторскую диссертацию по теме «Диалектное членение молдавского языка» — в 1974 году в Ленинградском отделении Института языкознания Академии наук СССР. С 1961 по 1992 год заведовал отделом диалектологии и лингвистической географии Института языка и литературы Академии наук Молдовы. С 1989 по 1992 год был заместителем академика-секретаря Отделения гуманитарных наук Академии наук Молдовы.
В 1968—1973 годах под редакцией Р. Я. Рубина вышел «Молдавский лингвистический атлас» в четырёх томах. В 1985—1986 годах под редакцией Р. Я. Удлера Институтом языка и литературы АН Молдавской ССР был издан «Диалектологический словарь молдавского языка» в пяти томах.
Рубин Удлер был ответственным редактором первого тома «Общекарпатского диалектологического атласа» (ОКДА, см. Р. Я. Удлер и С. Б. Бернштейн, «Общекарпатский диалектологический атлас» и его восточно-романский аспект. Лимба ши литература молдовеняскэ. Кишинёв, № 2, 1976, с. 49—56) — объединённого проекта академий наук Молдовы, Украины, Польши, Словакии, Венгрии, СССР и Югославии. Совместно с видным советским диалектологом-балканистом С. Б. Бернштейном (1910—1997) издал сборники вводных статей и материалов ОКДА. С 1989 по 2005 год под редакцией Рубина Удлера, Самуила Бернштейна, Лайоша Балога, Я. Закревской, Я. Ригера, И. Рипки, Др. Петровича были изданы 7 выпусков «Общекарпатского диалектологического атласа» в разных странах Карпатского региона.
Помимо собственно романской филологии, Р. Я. Удлер занимался также изучением молдавско-славянских и молдавско-гагаузских языковых контактов (последних совместно с молдавским тюркологом-гагаузоведом Б. П. Туканом). С 2001 года принимал участие в работе над Румынским лингвистическим атласом по регионам: Бессарабия (Atlasul linguistic român pe regiuni: Basarabia).
С 1992 года жил в Питтсбурге (штат Пенсильвания), где подготовил изданные в 2003—2006 годах на русском, английском и румынском языках воспоминания о пережитых годах в гетто Транснистрии, основанные на дневниковых записях и дополненные обширными архивными материалами и документами.

## Монографии
- Молдавские говоры Черновицкой области в сравнении с говорами Молдавской ССР, Закарпатской области УССР и других смежных областей Дако-Романского массива. Консонантизм. Институт языка и литературы АН МССР. Кишинёв: Картя молдовеняскэ, 1964.
- L’Atlas linguistique moldave (ALM) régional. Les tâches et les particularités de l’Atlas linguistique regional (методологический аппарат). Revue de Linguistique Romane 30, Louvain, 1966.
- Атласул лингвистик молдовенеск (Молдавский лингвистический атлас). В 4-х частях. Под редакцией Р. Я. Удлера и В. Комарницкого. Институт языка и литературы АН МССР. Кишинёв: Картя молдовеняскэ, 1968—1973.

Часть 1: Фонетика (1968). Часть 2: Фонетика. Морфология (1968). Часть 3: Лексика (1972). Часть 4: Лексика (1973).
- Тексте диалектале (диалектные тексты). Совместно с В. Ф. Мельник, В. Н. Страти, А. Н. Думбрэвяну и др.. Институт языкознания АН Молдавской ССР. Кишинёв: Штиинца, 1969 и 1971.
- Диалектолоӂия молдовеняскэ (молдавская диалектология), под редакцией и в соавторстве с В. А. Комарницким. Кишинёв: Лумина, 1976.
- Диалектное членение молдавского языка. В 2-х тт. Институт языка и литературы АН МССР. Кишинёв: Штиинца, 1976.
- Грамматическое варьирование в молдавском языке. М. А. Габинский, под редакцией Р. Я. Удлера. Кишинёв: Штиинца, 1980.
- Диалектологический словарь молдавского языка: Слова, значения, формы. В 5-ти томах. АН МССР, Институт языка и литературы. Сост. Р. Я. Удлер. Ответственный редактор Р. Я. Удлер. Кишинёв: Штиинца, 1985—1986.
- Атласул лингвистик молдовенеск (лингвистический атлас молдавского языка). Картя молдовеняскэ: Кишинёв, 1986.
- Контактеле романичилор рэсэритень ку славий: пе базе де дате лингвистиче (контакты восточных румын со славянами: на основе лингвистических данных, совместно с Н. Д. Раевским). Кишинёв: Штиинца, 1988.
- Общекарпатский диалектологический атлас (под редакцией Р. Я. Удлера, С. Б. Бернштейна и Л. Балога). Штиинца: Кишинёв, 1989 (I выпуск, ответственный редактор Р. Я. Удлер); Варшава, 1991 (III выпуск); Киев—Львов, 1993 (IV выпуск); Москва, 1994 (II выпуск); Братислава, 1997 (V выпуск); Штиинца: Кишинёв, 2001 (VI выпуск, ответственный редактор Р. Я. Удлер); Будапешт, 2002 (VII выпуск).
- Shattered! 50 Years of Silence: Voices from Romania and Transnistria (Осколки! 50 лет молчания: голоса из Румынии и Транснистрии, с соавторами). Скарборо (Канада): Abbeyfield Publishers, 1997.
- Flares of Memory: Stories of Childhood during the Holocaust (Вспышки памяти: истории детства в период Холокоста, с соавторами). Оксфорд—Нью-Йорк: Oxford University Press, 2001.
- Годы бедствий: Воспоминания узника гетто. Питтсбург—Кишинёв: Центральная типография, 2003.
- The Cursed Years: Reminiscences of a Holocaust Survivor (Проклятые годы: Воспоминания пережившего Холокост, на английском языке в переводе Gerald McCausland). Питтсбург, 2005.
- Ani de urgie (Годы бедствий, на румынском языке). Питтсбург—Кишинёв: Tipografia Centrală, 2006.

## Под редакцией Р. Я. Удлера
- Вопросы молдавской диалектологии: Сборник статей. / Под редакцией Р. Я. Удлера. АН МССР, Институт языка и литературы. Кишинёв: Штиинца, 1982.
- А. Н. Думбрэвяну. Краткий словарь молдавских диалектных личных имен / А. Н. Думбрэвяну; Ответственный редактор Р. Я. Удлер. Кишинёв: Штиинца, 1983.
- В. К. Павел. Лексическая номинация: На материале молдавских народных говоров / В. К. Павел; Ответственный редактор Р. Я. Удлер. Кишинёв: Штиинца, 1983.
- В. В. Корчмарь. Молдавская пастушеская терминология: ареалогическое и онома-семасиологическое исследование. Ответственный редактор Р. Я. Удлер. Кишинёв: Штиинца, 1989.
- М. А. Габинский. Вопросы румынской грамматики и словообразования. Под редакцией Р. Я. Удлера. Институт лингвистики АН Республики Молдова. Кишинёв: Штиинца, 1991.
- М. А. Габинский. Сефардский (еврейско-испанский) язык: Балканское наречие. Под редакцией Р. Я. Удлера. Кишинёв: Штиинца, 1992.